# Jonatán ben Uzziel
Jonatán ben Uzziel (en hebreo: יונתן בן עוזיאל‎) fue uno de los 80 Tanaim (sabios de la Mishná) que estudió con Hillel el Anciano durante la época en que el Imperio romano gobernó Judea. Ben Uzziel es el autor del Tárgum de Jonathan y de un libro de Cábala conocido como Megadnim. El nombre del Rabino Jonathan ben Uzziel se menciona varias veces en el Talmud.

## Tradición
Según la tradición judía, la tumba de Ben Uzziel se encuentra en Amuka, en Galilea, cerca de Safed, Israel. Según Zev Vilnai, el rabino Shmuel ben Shimshon escribió sobre la tumba en 1210: «Hay un gran árbol al lado, y los árabes ismaelitas traen aceite y encienden una vela en su honor y hacen votos en su honor». Una ilustración de la tumba de Jonathan ben Uzziel aparece en la obra Ascendencia de padres y profetas (en hebreo: יחוס אבות ונביאים‎), un libro impreso en 1537.
Es habitual visitar la tumba de Jonathan ben Uzziel durante Rosh Jodesh, el primer día del mes en el calendario hebreo, y el 26 de Siván (el día en que murió el rabino), aunque los visitantes llegan durante todo el año. Una práctica que comenzó en el siglo XVII fue la de rezar en la tumba del rabino para tener un buen matrimonio, para pedir por el bienestar de los niños, para tener un buen sustento, salud y felicidad. Muchos hombres y mujeres solteros rezan allí para encontrar un buen partido. Hacerlo se considera un remedio propicio para encontrar pareja durante el próximo año.